# Екзотичні дерева, кущі та ліани в ландшафтах України

Екзотичні дерева, кущі та ліани в ландшафтах України - книга-довідник, упорядкована Юлією Сударіковою, видана українською мовою видавництвом "Наш Формат" у 2013.
Кількість сторінок: 336
ISBN: 978-966-1515-85-6
Каталог, який описує 80 рослин, які донедавна вважалися екзотичними і непристосованими для кліматичних умов України. Книга описує методи культивування більшості із запропонованих в каталозі рослин, які випробувані і широко використовуються в ландшафтному дизайні в штаті Іллінойс, кліматичні умови якого дуже схожі з українськими.